# Athripsodes spinosissimus
Athripsodes spinosissimus är en nattsländeart som först beskrevs av Georg Ulmer 1922.  Athripsodes spinosissimus ingår i släktet Athripsodes och familjen långhornssländor. Inga underarter finns listade i Catalogue of Life.